# Giulio Maria Odescalchi
Giulio Maria Odescalchi OSBCas (* nach 1611 in Como; † 28. August 1666) war ein italienischer römisch-katholischer Geistlicher und Bischof von Novara.

## Leben
Giulio Odescalchi entstammte der wohlhabenden Kaufmannsfamilie Odescalchi in Como und war der jüngere Bruder des späteren Papstes Innozenz XI. Er wurde in die cassinensische Kongregation der Benediktiner aufgenommen.
Am 2. März 1656 erwählte Papst Alexander VII. ihn zum Bischof von Novara. Die Bischofsweihe spendete ihm am 19. März 1656 sein Bruder Kardinal Benedetto Odescalchi.
Giulio Odescalchi blieb bis zu seinem Tod Bischof von Novara. Er wurde in der Kathedrale von Novara beigesetzt.